# Paule Bronzini
Pour les articles homonymes, voir Bronzini.
Paule Bronzini, née Jeanne Paule Alphonsine Laissac le 7 juillet 1900 à Marseille et morte le 29 août 2012 à Robion dans le Vaucluse, est la doyenne des Français du 8 juin au 29 août 2012.
Lorsqu’elle devient doyenne des Français le 8 juin 2012, Paule Bronzini a cinq enfants, douze petits-enfants, vingt-huit arrière-petits-enfants et seize arrière-arrière-petits-enfants.
Elle meurt le 29 août 2012 dans la maison de retraite de Robion où elle vivait.